# Orval sur Sienne
Orval sur Sienne é uma comuna francesa na região administrativa da Normandia, no departamento da Mancha. Estende-se por uma área de 19.04 km². Em 2010 a comuna tinha 1 193 habitantes (densidade: 62,7 hab./km²).
Foi criada em 1 de janeiro de 2016, a partir da fusão das antigas comunas de Montchaton e Orval.